# Altstadt (Bamberg)
Die Bamberger Altstadt ist ein Stadtteil der fränkischen kreisfreien Stadt Bamberg im bayerischen Regierungsbezirk Oberfranken.
Seit 1993 ist sie aufgrund ihrer einzigartigen Repräsentation der Grundstruktur einer mitteleuropäischen Stadt des frühen Mittelalters als UNESCO-Weltkulturerbe anerkannt.
Zu den bekanntesten Bauwerken zählen das Alte Rathaus, das ehemalige Fischerdorf „Klein Venedig“ sowie der Domplatz mit dem viertürmigen Bamberger Dom, der Alten Hofhaltung und der Neuen Residenz.

## Geografie

### Lage
Die Altstadt liegt im Zentrum Bambergs und umfasst 142 Hektar, bestehend aus den Stadtteilen Bergstadt, Inselstadt und Gärtnerstadt.

### Gliederung
- Die Bergstadt ist der Grund für Bambergs bekannte Bezeichnung als die „Sieben-Hügel-Stadt“ oder „Fränkisches Rom“, da auch sie wie die Stadt Rom auf sieben Hügeln erbaut wurde.[4] Der Kaiserdom, in dem sich die Grabstätte des Papsts Clemens II. befindet, und die Kirchtürme in diesem Stadtteil gelten als Wahrzeichen dieser Stadt. Weitere bekannte und dominante Bauwerke der Stadt Bamberg, wie die Neue Residenz, die Alte Hofhaltung und das ehemalige Benediktinerkloster St. Michael mitsamt seinem Himmelsgarten sind in diesem Bezirk zu finden. Die Altenburg, die vom 13. bis 16. Jahrhundert als Sitz der Bamberger Fürstbischöfe galt, befindet sich erhöht über der Stadt liegend an der Regnitz und trägt gemeinsam mit den grünen Feldern des Berggebietes und den weitläufig sichtbaren Kirchtürmen zu der typischen Szenerie einer barocken Stadt bei.[5]

- Die Inselstadt liegt heute im Zentrum Bambergs. Der Stadtteil ist seit jeher das bürgerliche Zentrum Bambergs, geprägt von Einkaufsmöglichkeiten, Restaurants, Fußgängerzonen und zahlreichen Schulen, die Fakultäten Geistes- und Kulturwissenschaften sowie Humanwissenschaften[6] der Otto-Friedrich-Universität und zahlreichen Wohnbauten für die Bevölkerung. Im Mittelalter war in den kleinen Städten der Insel ein reges Marktgeschehen an der Tagesordnung. Viele Handwerker boten ihre Dienstleistungen und Produkte an. Zum mittelalterlichen Erbe der Inselstadt Bamberg gehört das auf einer Insel in der Regnitz erbaute Alte Rathaus. Dieser Teil der Inselstadt, der einst eine Fischersiedlung war und als Wohnort der Bamberger Fischer galt, ist heute als „Klein-Venedig“ bekannt.[4]

- Die Gärtnerstadt besteht noch immer aus einem hohen Anteil agrarischer Nutzflächen und den häufig vorzufindenden Gärtnerhäusern, wodurch dieser Stadtteil besonders in der Innenstadt heraussticht. Entwickelt hat sich der Gartenbau im 13. und 14. Jahrhundert. Im Jahr 1450 sind bereits 70 Gärtnerfamilien aufgelistet. Mitte des 19. Jahrhunderts erwirtschafteten etwa 22 % der Einwohner ihr Einkommen durch die Landwirtschaft. Durch die gewonnenen Agrarerzeugnisse wurde nicht nur die Ernährung der eigenen Familie sichergestellt, sondern sie wurden auch zum wichtigen Handelsgut für die Bamberger Region. Viele der Gärtnereien haben noch immer ihren Standort in der Gärtnerstadt.[7]

## Geschichte
Die Geschichte der Altstadt von Bamberg ist bis etwa 1800 identisch mit der Geschichte Bambergs. Erst dann dehnte die Stadt sich über die Altstadt hinaus aus.
Der Stadtkern ist im Zweiten Weltkrieg weitestgehend von Angriffen verschont geblieben und ziert bis heute die Stadt Bamberg. Erfasst sind für das gesamte Stadtgebiet etwa 1.350 Bau-Denkmäler die aus dem Zeitraum vom 11. bis zum 20. Jahrhundert stammen. Dominiert vom Dom, ist Bamberg ein Sinnbild für die Komposition von mittelalterlicher und barocker Architektur.

## Denkmalschutz
Verschiedene untertägige Siedlungsteile des Mittelalters und der frühen Neuzeit sind als Bodendenkmäler in die Bayerische Denkmalliste eingetragen. Gemeinsam decken sie praktisch das gesamte Gebiet der historischen Altstadt Bambergs ab. Ein erweiterter Bereich, der auch im 19. Jahrhundert bebaute Gebiete umfasst, ist ein denkmalgeschütztes Bauensemble.

## Weltkulturerbe

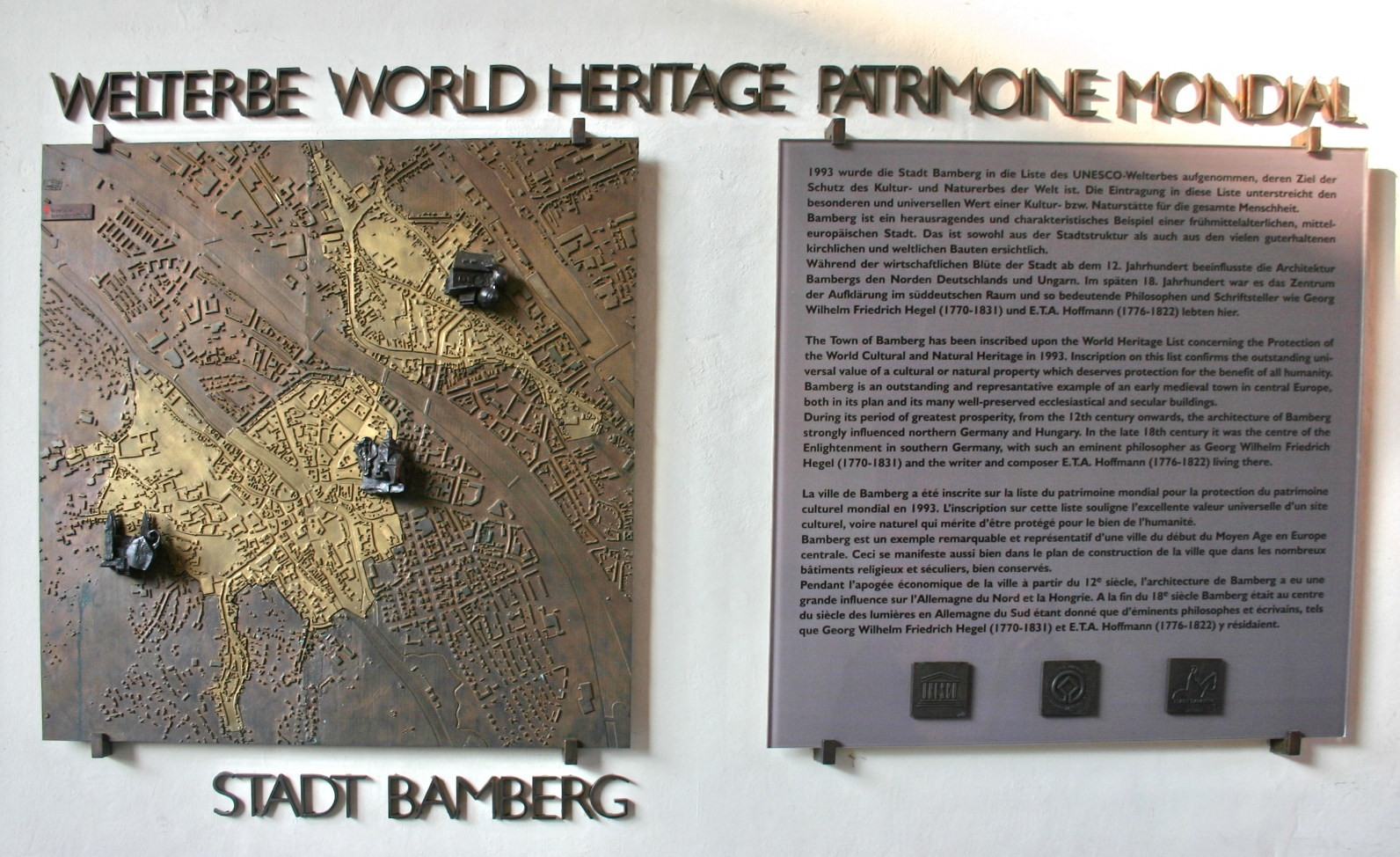
UNESCO Weltkulturerbeauszeichnung für die Bamberger Altstadt im alten Rathaus

1993 wurde die Altstadt von Bamberg durch einen Beschlusses des Welterbekomitees auf seiner 17. Sitzung in die Liste des UNESCO-Welterbes eingetragen. Die Eintragung erfolgte aufgrund der Kriterien für Kulturerbe (ii) und (iv).

„(ii): Der Stadtgrundriss und die Architektur des mittelalterlichen und barocken Bambergs übten einen starken Einfluss auf die städtische Form und Entwicklung in den Ländern Mitteleuropas ab dem elften Jahrhundert aus.“

„(iv): Bamberg ist ein herausragendes und repräsentatives Beispiel für eine frühmittelalterliche Stadt in Mitteleuropa, sowohl in Bezug auf ihren Stadtgrundriss als auch auf die erhaltenen kirchlichen und weltlichen Gebäude..“

Das eigentliche Schutzgebiet hat eine Fläche von 142 Hektar und entspricht etwa dem als Bodendenkmal geschützten Bereich der historischen Altstadt. Umgeben ist es von einer Pufferzone mit einer Fläche von 444 Hektar, die etwa dem denkmalgeschützten Ensemble entspricht.
Um einen ersten Eindruck von der UNESCO-Welterbestätte zu vermitteln, wurde ein Welterbe-Besuchszentrum eingerichtet. Die an den drei historischen Siedlungszentren Berg-, Insel- und Gärtnerstadt orientierte Dauerausstellung zeigt mit Gebäudemodellen Bambergs Bedeutung für den frühmittelalterlichen und barocken Städtebau. Zum Kennenlernen des Weltkulturerbes dient neben Hörstationen, Filmen und digitalen Anwendungen auch ein interaktives Stadtmodell.